# Свіччин Яр
Свіччин Яр — зоологічна пам'ятка природи місцевого значення в Україні. Розташована за 1,5 км на північ від с. Овсюки Гребінківської громади Лубенського району Полтавської області.
Площа — 5,1 га. Створено згідно з рішенням Полтавської обласної ради від 07.12.2011 року. Перебуває в користуванні Овсюківської сільської ради.
Створена з метою збереження  біорізноманіття яружно-балкової системи в урочищі, де відновлюються лучно-степові природні комплекси.  